# Otto Wilhelm Thomé
Otto Wilhelm Thomé, född 22 mars 1840 i Köln, död 26 juni 1925, var en tysk botaniker och botanisk illustratör.
Thomé var verksam som rektor i Köln och Viersen. Han var en framstående illustratör av växter och intresserade sig särskilt för mykologi och spermatofyter 
Auktorsnamnet Thomé kan användas för Otto Wilhelm Thomé i samband med ett vetenskapligt namn inom botaniken; se Wikipediaartiklar som länkar till auktorsnamnet.

## Publikationer
- Flora von Deutschland, Österreich und der Schweiz in Wort und Bild für Schule und Haus i fyra band. Banden 1–3 innehåller sammanlagt 572 tavlor; band 4 innehåller den tillhörande texten. Tryckt i Gera 1885.
- För den andra utgåvan utarbetades ytterligare åtta band under medverkan av Walter Migula, som svarade för ett stort avsnitt om svampar. (Akadem. Verlag GmbH, Leipzig 1903).
- Leerboek der dierkunde (på nederländska), medförfattare J. J. Prins), Noordhoff förlag, Groningen
- Lehrbuch Der Zoologie Für Gymnasien, Realschulen, Forst- Und Landwirthschaftliche Lehranstalten, Pharmaceutische Institute &c. Sowie Zum Selbstunterrichte
- Text-book of structural and physological botany, översatt och bearbetad av Alfred W Bennett

## Bildjämförelse
Thomés illustrationer är av samma höga klass som och jämförbara med Carl Lindmans Bilder ur Nordens flora.

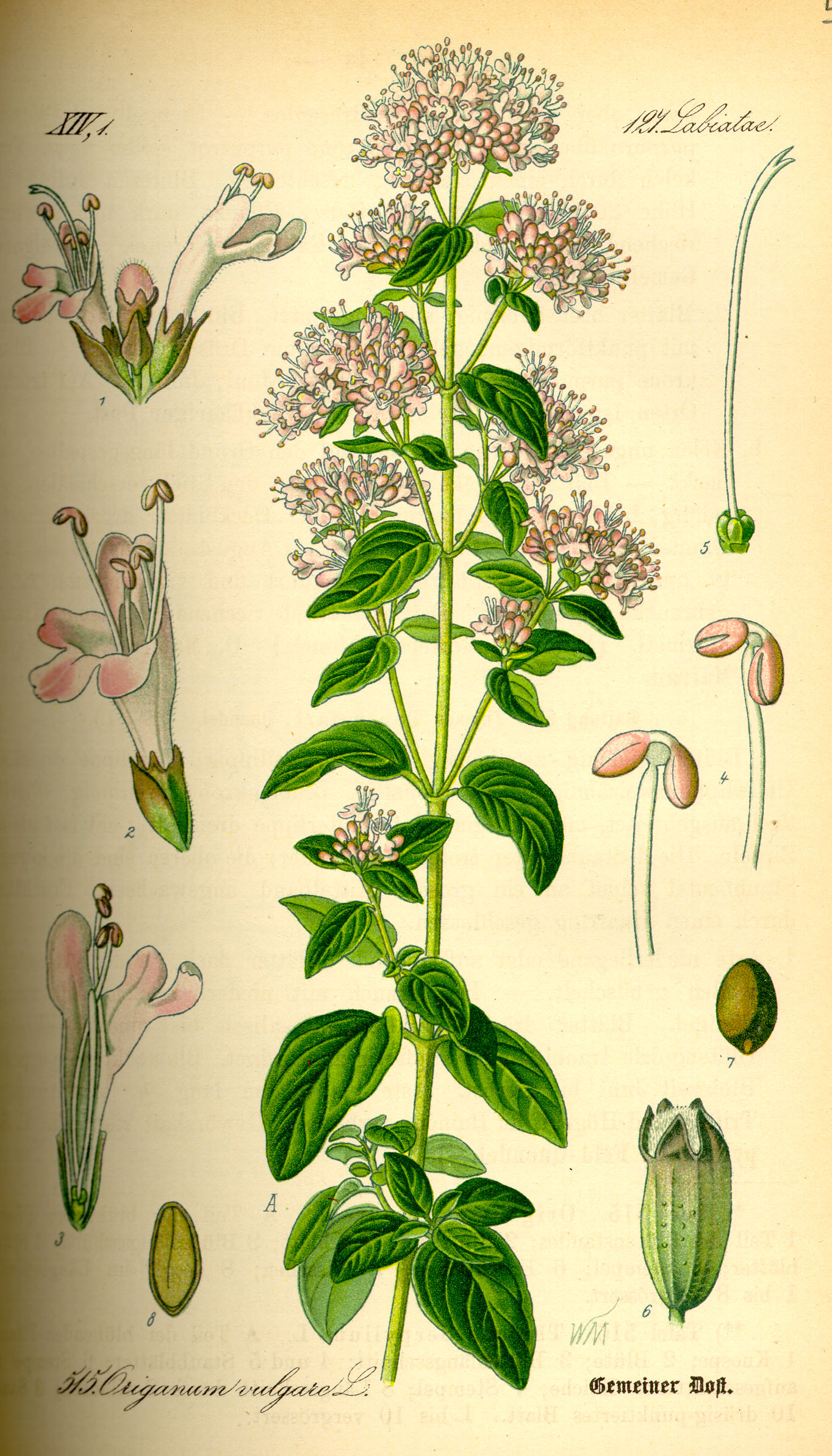
Kungsmynta, tavla XIV,1 Otto Wilhelm Thomé, 1885
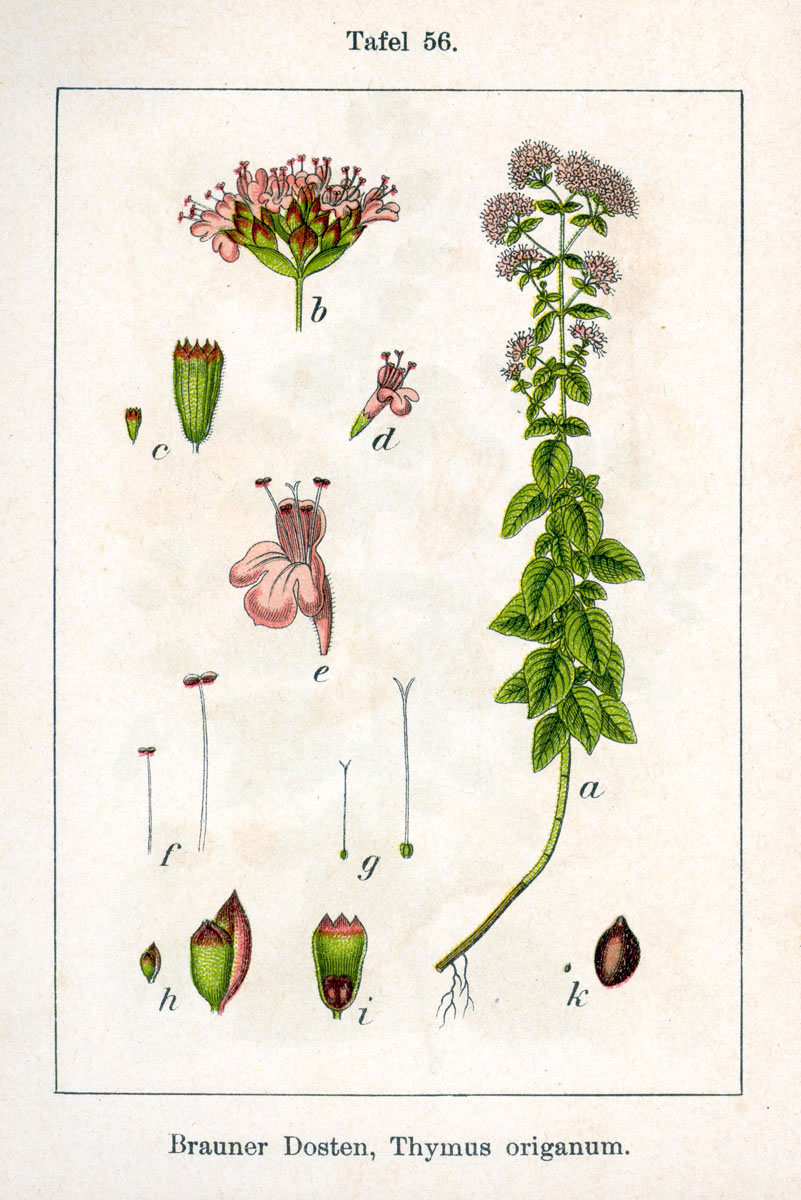
Kungsmynta, tavla 56 Jacob Sturm, 1796
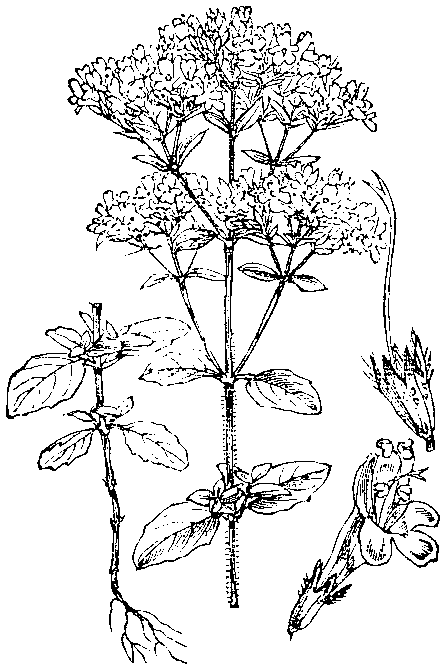
Kungsmynta, tavla 400 Martin Cilenšek, 1892
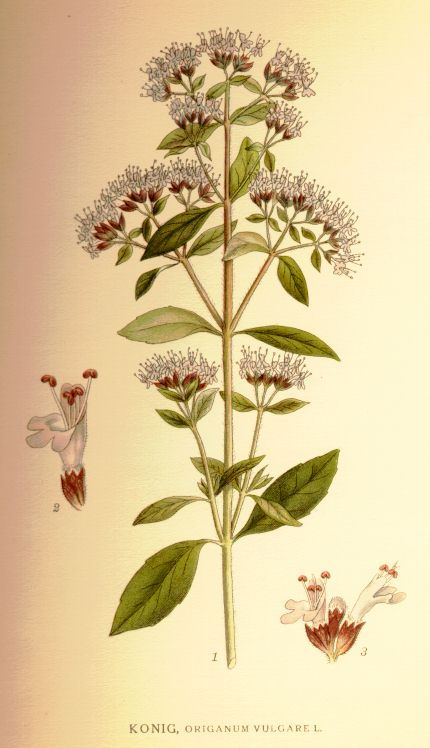
Kungsmynta, tavla 91 Carl Lindman, 1917

## Eponymer
- (Piperaceae) Peperomia thomeana C.DC.[5]
- (Rubiaceae) Ixora thomeana (K.Schum.) G.Taylor [6]